# Championnat d'Italie de rugby à XV 1956-1957
Navigation
Serie A 1955-1956 Serie A 1957-1958
Le Championnat d'Italie de rugby à XV 1956-1957 oppose les vingt-neuf meilleures équipes italiennes de rugby à XV. Le championnat débute en 1956 et se termine en 1957. 
La compétition a été jouée en 2 phases : une phase préliminaire qui se déroule sous la forme d'un championnat en matchs aller-retour où les 2e premiers de chaque poule sont qualifiés pour le tour suivant et un play-off où le 1er de chaque groupe se qualifie pour une finale en match aller-retour.
Parme remporte son 3e championnat national en battant le CUS Torino en finale.

## Équipes participantes
Les vingt-neuf équipes sont réparties de la manière suivante :
| Groupe A - Brescia - Fiamme Oro - Petrarca - Rugby Rovigo - Trieste - Udine - Pelv Venezia Rugby | Groupe B - Rugby Alessandria - CUS Torino - Amatori Rugby Novara - CIF Petroli Monza - Rugby Parabiago - Giudici Rho - Faema Trévise | Groupe C - Amatori Milan - Bologne - CUS Firenze - CUS Parma - CUS Modena - Rugby Milano - Parme | Groupe D - L'Aquila - CUS Roma - Rugby Frascati - S.S. Lazio - Partenope - AS Roma - Rugby Rome - San Gabriele |

## Résultats

### Phase de groupe

#### Groupe A
| Rang | Club              | J  | V | N | D  | Pm  | Pe  | Diff | Pts |
| ---- | ----------------- | -- | - | - | -- | --- | --- | ---- | --- |
| 1    | Petrarca Padoue   | 12 | 8 | 3 | 1  | 189 | 27  | +162 | 19  |
| 2    | Rugby Rovigo      | 12 | 8 | 3 | 1  | 156 | 15  | +141 | 19  |
| 3    | Rugby Brescia     | 12 | 5 | 5 | 2  | 94  | 57  | +37  | 15  |
| 4    | Fiamme Oro Padova | 12 | 6 | 2 | 4  | 144 | 41  | +103 | 14  |
| 5    | Venezia           | 12 | 4 | 3 | 5  | 70  | 83  | -13  | 11  |
| 6    | Trieste           | 12 | 2 | 1 | 9  | 33  | 178 | -145 | 5   |
| 7    | Udine             | 12 | 0 | 1 | 11 | 24  | 309 | -285 | 1   |

|  | Qualifiés (no 1, no 2) |
|  | Relégué (no 7)         |

Attribution des points :  victoire : 2, match nul : 1, défaite : 0.

#### Groupe B
| Rang | Club              | J  | V  | N | D | Pm  | Pe  | Diff | Pts |
| ---- | ----------------- | -- | -- | - | - | --- | --- | ---- | --- |
| 1    | CUS Torino        | 12 | 10 | 2 | 0 | 205 | 44  | +161 | 22  |
| 2    | Faema Trévise (T) | 23 | 12 | 8 | 3 | 168 | 42  | +126 | 19  |
| 3    | Alessandria       | 12 | 3  | 4 | 5 | 48  | 100 | -52  | 10  |
| 4    | Monza             | 12 | 3  | 4 | 5 | 64  | 81  | -17  | 10  |
| 5    | Giudici Rho       | 12 | 2  | 4 | 6 | 27  | 72  | -45  | 8   |
| 6    | Parabiago         | 12 | 4  | 0 | 8 | 47  | 129 | -82  | 8   |
| 7    | Novara            | 12 | 3  | 1 | 8 | 39  | 130 | -91  | 7   |

|  | Qualifiés (no 1, no 2)   |
|  | Relégué (no 7)           |
|  | T : tenant du titre 1956 |

Attribution des points :  victoire : 2, match nul : 1, défaite : 0.

#### Groupe C
| Rang | Club                | J  | V  | N | D  | Pm  | Pe  | Diff | Pts |
| ---- | ------------------- | -- | -- | - | -- | --- | --- | ---- | --- |
| 1    | Rugby Parma         | 12 | 10 | 1 | 1  | 243 | 26  | +217 | 21  |
| 2    | Rugby Milano        | 12 | 10 | 1 | 1  | 162 | 34  | +128 | 21  |
| 3    | Amatori Rugby Milan | 12 | 8  | 1 | 3  | 192 | 38  | +154 | 17  |
| 4    | Firenze             | 12 | 5  | 2 | 5  | 49  | 87  | -38  | 12  |
| 5    | Rugby Bologne       | 12 | 1  | 3 | 8  | 15  | 134 | -119 | 5   |
| 6    | Parma               | 12 | 1  | 2 | 9  | 30  | 216 | -186 | 4   |
| 7    | Modena              | 12 | 2  | 0 | 10 | 26  | 182 | -156 | 4   |

|  | Qualifiés (no 1, no 2) |
|  | Relégué (no 7)         |

Attribution des points :  victoire : 2, match nul : 1, défaite : 0.

#### Groupe D
| Rang | Club           | J  | V  | N | D  | Pm  | Pe  | Diff | Pts |
| ---- | -------------- | -- | -- | - | -- | --- | --- | ---- | --- |
| 1    | AS Roma        | 14 | 9  | 3 | 2  | 180 | 42  | +138 | 21  |
| 2    | SS Lazio       | 14 | 10 | 1 | 3  | 70  | 34  | +36  | 21  |
| 3    | L'Aquila Rugby | 14 | 7  | 3 | 4  | 90  | 58  | +32  | 17  |
| 4    | San Gabriele   | 14 | 6  | 3 | 5  | 79  | 66  | +13  | 15  |
| 5    | Frascati       | 14 | 5  | 4 | 5  | 73  | 76  | -3   | 14  |
| 6    | Partenope      | 14 | 4  | 5 | 5  | 67  | 73  | -6   | 13  |
| 7    | Rugby Rome     | 14 | 4  | 1 | 9  | 78  | 90  | -12  | 9   |
| 8    | Roma           | 14 | 1  | 0 | 13 | 30  | 228 | -198 | 2   |

|  | Qualifiés (no 1, no 2) |
|  | Relégué (no 8)         |

Attribution des points :  victoire : 2, match nul : 1, défaite : 0.

## Tour final

### Groupe A
| Rang | Club            | J | V | N | D | Pm | Pe | Diff | Pts |
| ---- | --------------- | - | - | - | - | -- | -- | ---- | --- |
| 1    | Rugby Parma     | 6 | 4 | 0 | 2 | 62 | 38 | +24  | 8   |
| 2    | Petrarca Padoue | 6 | 4 | 0 | 2 | 54 | 22 | +32  | 8   |
| 3    | Faema Trévise   | 6 | 4 | 0 | 2 | 43 | 36 | +7   | 8   |
| 4    | SS Lazio        | 8 | 0 | 2 | 6 | 9  | 72 | -63  | 0   |

|  | Qualifié (no 1) |

Attribution des points :  victoire : 2, match nul : 1, défaite : 0.

### Groupe B
| Rang | Club         | J | V | N | D | Pm | Pe | Diff | Pts |
| ---- | ------------ | - | - | - | - | -- | -- | ---- | --- |
| 1    | CUS Torino   | 6 | 5 | 0 | 1 | 51 | 20 | +31  | 10  |
| 2    | Rugby Rovigo | 6 | 3 | 1 | 2 | 40 | 49 | -9   | 7   |
| 3    | Rugby Milano | 6 | 3 | 0 | 3 | 32 | 33 | -1   | 6   |
| 4    | AS Roma      | 6 | 0 | 1 | 5 | 23 | 44 | -21  | 1   |

|  | Qualifié (no 1) |

Attribution des points :  victoire : 2, match nul : 1, défaite : 0.

## Finale
| 23 juin 1957 | CUS Torino | 3 – 3 | Parme | Turin |
| 23 juin 1957 |            |       |       | Turin |
| 23 juin 1957 |            |       |       | Turin |

| 29 juin 1957 | Parme | 17 – 0 | CUS Torino | Parme |
| 29 juin 1957 |       |        |            | Parme |
| 29 juin 1957 |       |        |            | Parme |

## Vainqueur
| Entraîneur |                        |                                                                       |
| Avants     | Pilier                 | Aiolfi, Andina, Azzali, Borelli, La Torraca, Mancini, Mutti, Salmelli |
| Avants     | Talonneur              | Borri, Bresciani                                                      |
| Avants     | Deuxième ligne         | Guerrini, Lodi, Pasetti, Zanardelli                                   |
| Avants     | Troisième ligne aile   | Barbarini, L. Bordi II, Re, Roberti, Zibana                           |
| Avants     | Troisième ligne centre |                                                                       |
| Arrières   | Demi de mêlée          | Canattieri, P. Masci                                                  |
| Arrières   | Demi d'ouverture       | Del Monte                                                             |
| Arrières   | Centre                 | Neri                                                                  |
| Arrières   | Ailier                 | P. Bordi I, Tarasconi                                                 |
| Arrières   | Arrière                |                                                                       |